# Леопольдов
Леопольдов (словац. Leopoldov, нем. Leopold-Neustadt, венг. Lipótvár) — город в западной Словакии. Население — около 4,2 тысяч человек.

## История
Леополдов был основан в 1665 году, когда турки захватили Нове-Замки. Австрийский император Леопольд I повелел основать крепость в Леополдове. 
В XIX веке значение крепости падает и в ней располагается военный госпиталь. В 1855 году крепость становится тюрьмой и остаётся ею и по сей день.

## Население
| Год:                | 1994 | 2004    | 2014    | 2024    |
| ------------------- | ---- | ------- | ------- | ------- |
| Количество человек: | 4009 | 4092    | 4143    | 3873    |
| Разница:            |      | +2,07 % | +1,24 % | −6,51 % |

## Города-побратимы
- Куржим, Чехия
- Фертёсентмиклош, Венгрия

## Достопримечательности
- Костёл
- Крепость